# San Francisco del Norte
San Francisco del Norte là một khu tự quản thuộc tỉnh Chinandega, Nicaragua. Khu tự quản San Francisco del Norte có diện tích 120 ki lô mét vuông. Đến thời điểm năm 2005, huyện San Francisco del Norte có dân số 6758 người.